# The Ashes 1884-85
Il The Ashes 1884–85 è stata la 3ª edizione del prestigioso The Ashes di cricket. La serie di 5 partite si è disputata in Australia tra il 12 dicembre 1884 e il 25 marzo 1885.
La vittoria è andata alla selezione inglese, che ha vinto per 3-2.

## Risultati

### Test 1
| 10-12 dicembre Referto |

| Australia         | v | Inghilterra       |
| 243 (149.1 overs) |   | 369 (243.2 overs) |
| 191 (116.1 overs) |   | 67/2 (31 overs)   |

- Australia vince il sorteggio e decide di battere

### Test 2
| 1-5 gennaio Referto |

| Inghilterra       | v | Australia         |
| 401 (216.2 overs) |   | 279 (274.1 overs) |
| 7/0 (1.1 overs)   |   | 126 (114.3 overs) |

- Inghilterra vince il sorteggio e decide di battere

### Test 3
| 20-24 febbraio Referto |

| Australia         | v | Inghilterra       |
| 181 (167.2 overs) |   | 133 (95.1 overs)  |
| 165 (157 overs)   |   | 207 (111.1 overs) |

- Australia vince il sorteggio e decide di battere

### Test 4
| 14-17 marzo Referto |

| Inghilterra     | v | Australia         |
| 269 (126 overs) |   | 309 (169.3 overs) |
| 77 (39.1 overs) |   | 38/2 (24.3 overs) |

- Inghilterra vince il sorteggio e decide di battere

### Test 5
| 21-25 marzo Referto |

| Australia         | v | Inghilterra       |
| 163 (106 overs)   |   | 386 (221.3 overs) |
| 125 (102.1 overs) |   |                   |

- Australia vince il sorteggio e decide di battere